# Varsányi István
Varsányi István (született Zsíross; Esztergom, 1913. augusztus 20. – Budapest, 1981. augusztus 13.) magyar műfordító, nyelvtanár, tankönyvíró és szótárszerkesztő. A második világháború idején részt vett lengyelek, zsidók, katolikusok és nyugati katonák menekítésében. A 20. századi lengyel–magyar kapcsolatok kiemelkedő alakja.

## Élete
Esztergom szegénynegyedében, a Becket Tamás canterburyi érsekről elnevezett Szenttamáson született és nevelkedett. Apja cseléd, bérkocsis, majd agyagfejtő munkás volt. Hatan voltak testvérek, akik közül kettő nem érte meg a felnőttkort. A vizes, egészségtelen vályogházban ő is kétszer lett súlyos beteg.
Az elemi iskola elvégzése után az esztergomi Bencés Gimnáziumban tanult. Nyolcvanpengős tandíját Kerényi Izsó fűszeres fizette, akinél édesanyja mosónő volt. Családja szűkös anyagi helyzetén ő is igyekezett javítani. Lombfűrésszel képeket készített eladásra, osztálytársait a második évfolyamtól latinra tanította, a nyári szünidőben pedig kőművesek mellett dolgozott. Bár a sportot nem túlságosan kedvelte, diákévei alatt vidéki slalom-bajnokságot nyert, ezen felül jól teniszezett és vívott. Egyik teniszpartnere Török Sophie, Babits Mihály későbbi felesége volt. 1929-ben dr. Mattyasovszky Kasszián, a gimnázium főigazgatója és a cserkészcsapat főparancsnoka vezetésével részt vett a cserkész-világszervezet harmadik, az angliai Birkenheadben rendezett dzsemboriján.
Érettségi után favágó lett, majd Dorogon a brikettgyárban, a kőtörőben és a mészüzemben dolgozott. Később latinból, valamint angolból instruálást vállalt Budapesten, és a Pázmány Péter Tudományegyetem bölcsészettudományi karára is beiratkozott. 1934-ben egy barátjával Bécsbe ment mint „vándordiák”, ahol magyaros motívumú képeslapok árusításából éltek. Ezt követően a debreceni nyári egyetem hallgatója lett, és megismerkedett a lengyel Zdzisław Krzywkowskival és az angol Margaret Harlanddal, akikkel később angol nyelven levelezett.
Édesanyja 1935-ben hunyt el. Ugyanebben az évben bevonult az esztergomi kerékpárosokhoz, ahonnan egy év múlva hadapród őrmesterként szerelt le. 1937-ben Margaret meghívta VI. György koronázási ünnepségeire. Angliába Lengyelországon keresztül kívánt eljutni. Ám ott maradt, mivel megismerkedett Irena Kamińska kézimunka- és rajztanárnővel, aki később a felesége lett. Beiratkozott a Varsói Egyetemre, és Andrzej Tretiak (1886–1944) professzor szemináriumában is segédkezett. 1938-ban Margaret felkereste Lengyelországban és újra Angliába hívta. Ekkor Brightonba utazott, ahol a Technical College diákja lett. Társainak vívóleckéket és magyarórákat adott, ebből és az Irena által küldött pénzből tartotta fenn magát.
1939-ben visszatért Lengyelországba, itt érte a II. világháború kitörése. Nem sokkal később, 1939. október 29-én házasodott össze Irenával a Varsótól nem messze fekvő, rommá lőtt Zerznóban. Varsó német megszállásának idején három zsidó fiatalember menekülését segítette a Makina-Zaręmby Kościelne-Białystok útvonalon. Az életveszély miatt többször nem vállalkozott hasonló feladatra.
1940-ben feleségével Magyarországra menekült és márciusban a Magyar Leszámítoló és Pénzváltóbanknál kezdett dolgozni mint levelező. Később a Pesti Magyar Kereskedelmi Bank, majd a háború után a Devizaigazgatóság munkatársa lett. Banki levelezői pályafutása 1954-ig tartott.
A háború idején kétszer hívták be katonának, az 5-ös számú alsódabasi hadkiegészítőhöz tartozott. Eredetileg muszosok mellé rendelték, és a Ludovikán már menetkészen várta velük az indulást, ám felesége közbenjárására áthelyezték,  és lengyel tábori tolmács beosztást kapott. Ebben Aleksander Król ezredes, a HM-ben szolgálatot teljesítő lengyel tiszt volt a segítségére, aki a magyarországi lengyel katonai menekültek parancsnoka volt. A vészkorszakban többször vitt élelmet és gyógyszert sárga csillagos házakba hátizsákkal. Utolsó küldetése 1945 februárjában volt, menekülteket kellett nyugatra kísérnie. Fertőrákoson visszafordult, és az akkor már körülzárt, ostrom alatt álló Esztergomba ment, ahol felesége és gyermekei tartózkodtak.
A háború után a városban rövid ideig szovjeteknek tolmácsolt, majd Bjeszulov ezredes, városparancsnok gyermekeit tanította angolra. Belépett a Magyarországi Szociáldemokrata Pártba, később pedig felvételét kérte az MKP-ba is, ahonnan azonban kiszűrték. 1952-ben az akkor újjászervezett Lengyel Olvasóterem (a későbbi Lengyel Intézet) vezetője lett. Hivatalos adatok szerint három évtizedes oktatói munkássága alatt 17 ezer tanítványa volt.
Felesége, Irena Varsányi a magyarországi lengyel néptánc legjelentősebb alakja volt. Első gyermektánc-csoportját a háború után szervezte Kőbányán, ami azonban a kedvezőtlen politikai körülmények miatt 1949/50 fordulóján megszűnt. Második együttesét 1958–1963 között, haláláig irányította Bem József Lengyel Néptánc Együttes néven. Veje Aczél Endre újságíró volt, akivel hűvös volt a viszonya.
1981-ben egy váratlan és gyors lefolyású betegség következtében hunyt el. Kérésére temetésén csak a legszűkebb családi kör vett részt. A Farkasréti temetőben nyugszik.

## Legendák
Már életében számos legenda övezte. Az egyik szerint azért választotta a lengyel kultúra és nyelv szolgálatát, mert a háborúban ez a tudása mentette meg az életét. Egy másik szerint több tucat nyelven beszélt, de ő maga csak néhányat ismert el mint olyant, amit „valóban bír”. Egy harmadik szerint pedig a háború idején angol kém volt. Ezt megerősíti, hogy hagyatékában fennmaradt két írógéppel írt feljegyzés, amelyek szerint Dwight D. Eisenhower amerikai, illetve Harold R. Alexander angol tábornokok elismerésben részesítik a szövetségeseknek nyújtott szolgálataiért.

## Munkássága
Napjainkban leginkább csak tankönyvíróként és szótárszerkesztőként emlékeznek rá. Valójában a nyelvtanításban egy jelentős új módszert dolgozott ki, amelynek segítségével képes volt egy év alatt középfokra eljuttatni a tanulót. Módszeréhez tartozott, hogy a munkát latin alapozással kezdte (a szocializmus időszakában ez szinte tiltott volt), a különféle nyelvekkel való gyakori összehasonlítás (görög, latin, angol, német stb., de alkalmanként még a török és ógörög is), valamint a tanulók intenzív beszéltetése és otthoni munkája (alkattól függően vers, próza, hétköznapi vagy szakszöveg fordítása).
Tanítványa volt ifj. Antall József későbbi miniszterelnök.
Tankönyvei számos kiadást megéltek. Szótárait ma is használják, mivel a halála óta eltelt három évtizedben nem jelentek meg újabbak.
A hetvenes évek legelején országos hírnevet szerzett magának Andrzej Zbych népszerű Kloss kapitány c. regényének fordítójaként.
Tevékeny részt vállalt a legnagyobb lengyel nemzeti eposz, Adam Mickiewicz: Pan Tadeusz új magyar fordításának elkészítésében. Ő végezte a lengyel eredetiből a nyersfordítást, ennek alapján készítette el Rónay György a műfordítást.
Fontosabb szakmai művei:
- Lengyel nyelvkönyv. Tanfolyamok és magántanulók számára. Tanuljunk nyelveket! (sorozat). Kerényi Grácia (szerz.), Szabó Dénes (szerz.), Varsányi István (szerz.). Tankönyvkiadó Vállalat, Budapest, 1961, 474 o.
- Beszéljünk lengyelül. Mówmy po węgiersku. Varsányi István (szerz.). Budapesti Lengyel Olvasóterem, Budapest, 1961, 104 o.
- Magyar-lengyel szótár. Kisszótár sorozat. Hary Judit (szerk.), Varsányi István (szerz.). Terra, Budapest, 1963, 928 o.
- Lengyel-magyar szótár. Kisszótár sorozat. Varsányi István (szerz.). Terra, Budapest, 1966, 783 o.
- Kis lengyel nyelvkönyv. Czy mówisz po polsku? – Beszélsz lengyelül? Varsányi István (szerz.), Závodszky Ferenc (grafikus). A Lengyelország magyar szerkesztősége, Varsó, 1978, 317 o.
- Węgiersko-Polski/Polsko-Węgierski Słownik turystyczny. Magyar-lengyel/Lengel-magyar útiszótár. Varsányi István (szerk.), Zigány Judit (szerk.). Terra-Wiedza Prowszechna, Budapest-Warszawa, 1986, 666 o.
- Varsányi, István: A felnőttek iskolán kívüli nyelvtanulása. In: A lengyel nyelvoktatás Magyarországon 2. Bańczerowski Janusz (szerk.). A Lengyel Népköztársaság Budapesti Nagykövetsége, Budapest, 1978, 121-136. o.
- Adam Mickiewicz: Pan Tadeus vagy Az utolsó birtokfoglalás Litvániában: Nemesi történet 1811-12-ből tizenkét verses könyvbe. Ford. Rónay György és Varsányi István. Budapest: Európa Kiadó. 1977.   410. o. ISBN 9630712962

## Kitüntetései
- Lengyel Érdemkereszt arany fokozata (1966)[3]
- Lengyel Kultúra Szolgálatában (1971)[4]
- Lengyel Érdemrend aranyjelvény (1981)[5]
- Helytállásért elismerés, 2013. (Holokauszt Emlékközpont)

## Külső kapcsolatok
- Emlékest 2013-ban a Lengyel Intézetben Archiválva 2015. november 18-i dátummal a Wayback Machine-ben polinst.hu
- Emlékest 2013-ban a Lengyel Intézetben youtube.com